# Zuiderstraat 61 (Noordbroek)
De Oldambster boerderij aan de Zuiderstraat 61 in de Groningse plaats Noordbroek werd in 1868 gebouwd en is erkend als rijksmonument.

## Beschrijving
De boerderij werd in 1868 gebouwd in opdracht van de landbouwer Egbert Engels. In 1910 gaf zijn zoon Engel Engels, waarschijnlijk aan de architect Geert Kruizinga uit Oostwold, de opdracht om, aan de overzijde van de straat, een rentenierswoning voor hem te bouwen. Ook deze woning is inmiddels erkend als een rijksmonument. De boerderij werd door Engels in 1910 verkocht.

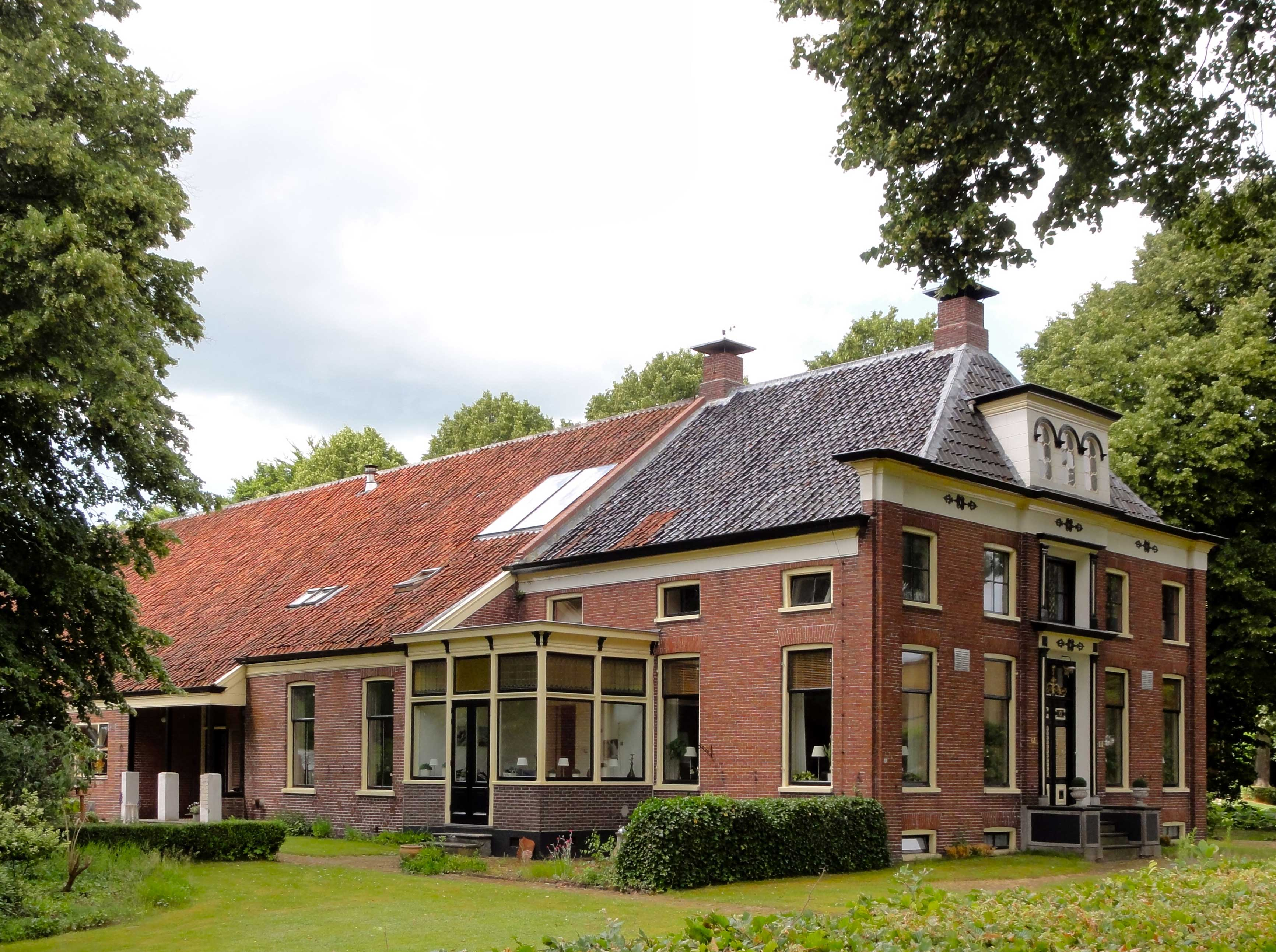
Zuidoostzijde van de boerderij

De voorgevel aan de straatzijde (oostzijde) is symmetrisch vormgegeven. De entreepartij, tussen houten pilasters, bevindt zich in het middendeel, dat iets naar voren steekt ten opzichte van de rest van de gevel. Een stoep met drie treden tussen twee muurtjes met vazen leidt naar een dubbele toegangsdeur. In de toegangsdeur bevindt zich een bovenlicht met een gietijzeren levensboom. Boven de deur bevindt zich op de verdieping een raampartij, eveneens tussen houten pilasters. Het risaliet wordt bekroond met een dakkapel, die voorzien is van drie rondbogige vensters met roeden als ornamenten. Tussen de deur, de ramen op de verdieping en de dakkapel zijn gietijzeren horizontale muurankers als ornamenten aangebracht. Dezelfde ornamenten keren terug aan de rechter en de linkerzijde aan de bovenzijde van de voorgevel. Ter weerszijden van het middenrisaliet zijn in de voorgevel op de beneden verdieping twee H-vensters, daarboven twee kleinere vierruitsvensters en daaronder twee kelderramen aangebracht. De voorgevel wordt links en rechts afgesloten met stenen pilasters.
Tegen de eerste krimp is in de jaren 70 aan de zuidzijde van de woning een serre aangebouwd. De schuur van de boerderij bevindt zich aan de westzijde, de achterzijde van de boerderij, waar hij tegen de woning aan is gebouwd. De pannen van de schuur zijn rood en steken af tegen de zwarte pannen, waarmee het woonhuisgedeelte is gedekt. De twee gemetselde schoorstenen bevinden zich op de nok van het zadeldak van het woongedeelte. De leden van Woonvereniging HERA hebben met name in de jaren ’90 veel woningverbeteringen doorgevoerd waardoor het pand als geheel bewoonbaar is gemaakt. Vóór de status Rijksmonument zijn bijvoorbeeld de oude, vervallen bedsteden verwijderd, is de kelder (gehele voorhuis is onderkelderd) uitgegraven en hersteld en is de opkamer gemoderniseerd. De in de jaren ’50 verdwenen tweede zolder (graanzolder) is weer aangebracht en in originele staat hersteld. De middengang in het voorhuis is bij de woonkamers getrokken, de karakteristieke rookdeuren zijn gerestaureerd en uit de lange achtergang is de in de jaren ’60 ingemetselde simpele badkamer verwijderd. Tevens is in de voorkamer van het voorhuis de schoorsteenmantel geheel gerestaureerd. Het gehele voorhuis is binnenuit geïsoleerd waarbij belangrijke en kenmerkende elementen bewaard en geconserveerd zijn. Ook de deel is ingericht als woonruimte. Op de deel is de door houtworm aangetaste hooizolder geheel verwijderd en is vervangen door een nieuwe hooizolder met het karakteristieke balkenplafond. De steunbalken uit de koestal zijn opnieuw in het fundament geplaatst en de originele toegangsdeuren van de koestal naar de schuur toe zijn in de woonruimtes opgenomen. Verder naar het midden van de schuurruimte zijn de woonruimtes uitgebreid en gemoderniseerd. De karakteristieke stalramen naast de tuindeuren in originele staat gebleven en als zodanig opgenomen in de woonruimtes. Geheel achter op de deel zijn enkele restanten van de smederij voor de paardenstal in de verbouw opgenomen en geconserveerd. In de achtergevel is van de in de jaren ’70 geplaatste schuurvensters het meest westelijk gelegen schuurvenster gebruikt voor een extra entree, onzichtbaar verzonken in de achtergevel. Ook de oude hooizolder is geheel hersteld. In 2016 is groot onderhoud uitgevoerd waarbij de afwatering via de karakteristieke, gietijzeren dakgoten is behouden door deze allemaal met EPDM af te werken. De (tijdelijk) gemetselde steunpilaren in de overkapping aan de zuidgevel zijn vervangen door de originele houten, bewerkte pilaren. Met aan de noordzijde een zichtvenster. Bij de tweede krimp is de oude toegangsdeur herplaatst (in de jaren ’70 is hier een eenvoudige raamsponning in geplaatst). In de gehele zuidgevel zijn alle stalramen voorzien van nieuw glas, ontroest en geschilderd.
De boerderij is erkend als rijksmonument vanwege architectuur- en cultuurhistorisch belang. De boerderij is een typisch voorbeeld van een Oldambster boerderij uit het laatste deel van de 19e eeuw. Ook de vrij hoge mate van gaafheid, de beeldbepalende ligging en de samenhang met de rentenierswoning aan de overzijde en de ander monumentale boerderijen - ook de boerderij op nr. 63 is een rijksmonument - speelden mede een rol bij de aanwijzing tot rijksmonument.
De boerderij is aan de landbouw onttrokken en werd in 1985 verkocht aan de woonvereniging "HERA".